# Canton de Valserhône
Le canton de Valserhône, précédemment appelé canton de Bellegarde-sur-Valserine jusqu'en 2020, est une circonscription électorale française située dans le département de l'Ain en région Auvergne-Rhône-Alpes.
À la suite du redécoupage cantonal de 2014, les limites territoriales du canton sont remaniées. Le nombre de communes du canton passe de 12 à 15.
Ce canton s'est appelé canton de Châtillon-de-Michaille de 1801 à 1913 puis canton de Bellegarde de 1913 à 1956 et canton de Bellegarde-sur-Valserine de 1956 jusqu'au 5 mars 2020.

## Géographie
Ce canton est organisé autour de Valserhône dans l'arrondissement de Nantua. Son altitude varie de 260 m (Surjoux-Lhopital) à 1 542 m (Valserhône) pour une altitude moyenne de 587 m.

## Histoire
- Le canton de Châtillon-de-Michaille est créé par la loi du 9 vendémiaire an X (1er octobre 1801)[4]. Son siège est transféré à Bellegarde par décret du 7 août 1913 ; le canton est alors renommé canton de Bellegarde[4]. En 1956, Bellegarde est renommée Bellegarde-sur-Valserine, le canton suit[1].
- Un nouveau découpage territorial de l'Ain (département) entre en vigueur à l'occasion des élections départementales de mars 2015, défini par le décret du 13 février 2014[2], en application des lois du 17 mai 2013 (loi organique 2013-402 et loi 2013-403)[5]. Les conseillers départementaux sont, à compter de ces élections, élus au scrutin majoritaire binominal mixte. Les électeurs de chaque canton élisent au Conseil départemental, nouvelle appellation du Conseil général, deux membres de sexe différent, qui se présentent en binôme de candidats. Les conseillers départementaux sont élus pour six ans au scrutin binominal majoritaire à deux tours, l'accès au second tour nécessitant 12,5 % des inscrits au premier tour. En outre la totalité des conseillers départementaux est renouvelée. Ce nouveau mode de scrutin nécessite un redécoupage des cantons dont le nombre est divisé par deux avec arrondi à l'unité impaire supérieure si ce nombre n'est pas entier impair, assorti de conditions de seuils minimaux[6]. Dans l'Ain, le nombre de cantons passe ainsi de 43 à 23. Le nombre de communes du canton de Bellegarde-sur-Valserine passe de 12 à 15.
- Le nouveau canton de Bellegarde-sur-Valserine est formé de communes des anciens cantons de Bellegarde-sur-Valserine (12 communes), de Seyssel (1 commune), de Collonges (2 communes). Avec ce redécoupage administratif, le territoire du canton s'affranchit des limites d'arrondissements, avec 11 communes incluses dans l'arrondissement de Nantua et 1 dans l'arrondissement de Belley. Le bureau centralisateur est situé à Bellegarde-sur-Valserine.

## Représentation

### Conseiller départementaux depuis 2015
| Période élective | Période élective | Mandat | Mandat   | Identité             | Nuance | Nuance | Qualité                                                                         |
| ---------------- | ---------------- | ------ | -------- | -------------------- | ------ | ------ | ------------------------------------------------------------------------------- |
| 2015             | 2021             | 2015   | 2021     | Myriam Bouvet-Multon |        | LREM   | Ingénieur-conseil, conseillère municipale (liste DVC) de Valserhône depuis 2020 |
| 2015             | 2021             | 2015   | 2021     | Guy Larmanjat        |        | PS     | Responsable méthodes et projets                                                 |
| 2021             | 2028             | 2021   | en cours | Guy Larmanjat        |        | DVG    | Conseiller sortant                                                              |
| 2021             | 2028             | 2021   | en cours | Anne-Laure Olliet    |        | DVG    | Assistante commerciale à Valserhône                                             |

#### Élections de mars 2015
À l'issue du premier tour des élections départementales de 2015, deux binômes sont en ballottage : Myriam Bouvet-Multon et Guy Larmanjat (Union de la Gauche, 53,08 %) et Elodie Martin et Patrick Sokolowski (FN, 27,63 %). Le taux de participation est de 44,96 % (5 743 votants sur 12 773 inscrits) contre 48,99 % au niveau départemental et 50,17 % au niveau national.
Au second tour, Myriam Bouvet-Multon et Guy Larmanjat (Union de la Gauche) sont élus avec 68,71 % des suffrages exprimés et un taux de participation de 44,06 % (3 616 voix pour 5 628 votants et 12 773 inscrits).
Myriam Bouvet-Multon est à LREM.

#### Élections de juin 2021
Le premier tour des élections départementales de 2021 est marqué par un très faible taux de participation (33,26 % au niveau national). Dans le canton de Valserhône, ce taux de participation est de 28,53 % (3 626 votants sur 12 708 inscrits) contre 31,48 % au niveau départemental. À l'issue de ce premier tour, trois binômes sont en ballottage : Guy Larmanjat et Anne-Laure Olliet (DVG, 69,51 %), Marie-Noëlle Ancian et Benjamin Vibert (LR, 15,24 %) et François Brisson et Maria Soares (RN, 15,24 %).
Le second tour des élections est marqué une nouvelle fois par une abstention massive équivalente au premier tour. Les taux de participation sont de 34,3 % au niveau national, 31,83 % dans le département et 28,09 % dans le canton de Valserhône. Guy Larmanjat et Anne-Laure Olliet (DVG) sont élus avec 71,66 % des suffrages exprimés (2 516 voix pour 3 572 votants et 12 715 inscrits),.

### Période antérieure à 2015

#### Conseillers généraux de 1833 à 2015
| Période | Période      | Identité                                                          | Étiquette    | Qualité |
| ------- | ------------ | ----------------------------------------------------------------- | ------------ | --- |
| 1833    | 1836         | Victor Framinet                                                   |              | Juge de paix de Châtillon-de-Michaille Propriétaire à Saint-Jean-le-Vieux                                                 |
| 1836    | 1842         | Jean-Louis Montanier                                              |              | Manufacturier et négociant à Nantua                                                                                       |
| 1842    | 1848         | Georges Honoré Anthelme Baron Passerat de la Chapelle (1779-1865) |              | Militaire Maire de Saint-Jean-le-Vieux                                                                                    |
| 1848    | 1861         | Nicolas Ravinet                                                   |              | Notaire, juge de paix à Châtillon-de-Michaille, conseiller d'arrondissement                                               |
| 1861    | 1871         | Auguste Cuaz                                                      |              | Conseiller à la Cour de Lyon Maire de Châtillon-de-Michaille, ancien conseiller d'arrondissement                          |
| 1871    | 1883         | Jean Mercier                                                      | Opportuniste | Vice-président du conseil-général, député (1871-1885), sénateur (1885-1889), maire de Nantua (1892-1898)                  |
| 1883    | 1901         | Charles Piquet                                                    | PRRRS        | Médecin Maire de Châtillon-en-Michaille                                                                                   |
| 1901    | 1919         | Eugène Chanal                                                     | PRRRS        | Avocat à Nantua Député (1902-1919) - Sénateur (1920-1940)                                                                 |
| 1919    | 1931 (décès) | Joseph Bertola                                                    | PRRRS        | Directeur d'agence de douane, maire de Bellegarde-sur-Valserine (1912-1931)                                               |
| 1932    | 1937         | Zéphirin Jeantet                                                  | PRRRS        | Directeur d'usine, maire de Châtillon-en-Michaille puis de Bellegarde-sur-Valserine (1932-1945)                           |
| 1937    | 1940         | Léon Jacquemet (1887-1979)                                        | Rad.ind.     | Pharmacien Adjoint au Maire de Bellegarde-sur-Valserine, conseiller d'arrondissement                                      |
|         |              |                                                                   |              | |
| 1943    | 1945         | Zéphirin Jeantet                                                  | P.Soc.Fr.    | Maire de Bellegarde-sur-Valserine (1932-1945) Nommé conseiller départemental en 1943                                      |
|         |              |                                                                   |              | |
| 1945    | 1973         | Jean Malet                                                        | SFIO puis PS | Médecin à Châtillon-en-Michaille                                                                                          |
| 1973    | 1979         | Marcel Berthet                                                    | PCF          | Chef de gare puis cadre supérieur, maire de Bellegarde-sur-Valserine (1977-1994)                                          |
| 1979    | 2002 (décès) | Gérard Armand                                                     | RPR          | Chirurgien - Maire de Bellegarde-sur-Valserine (1995-2002) Suppléant de Charles Millon, Député (1995-1997)                |
| 2002    | 2015         | Guy Larmanjat                                                     | PS           | Responsable méthodes et projets Ancien Conseiller municipal de Bellegarde-sur-Valserine Vice-Président du Conseil Général |

#### Conseillers d'arrondissement (de 1833 à 1940)
Le canton de Châtillon-de-Michaille, puis de Bellegarde, avait deux conseillers d'arrondissement (sauf de 1883 à 1889).
| Période                                  | Période | Identité                                | Étiquette           | Qualité |
| ---------------------------------------- | ------- | --------------------------------------- | ------------------- | --- |
| 1833                                     | 1836    | Hippolyte Crochet                       |                     | Notaire, propriétaire à Montanges                                                                           |
| 1833                                     | 1839    | Auguste Cuaz (1799-1877)                |                     | Substitut à Nantua                                                                                          |
| 1836                                     | 1848    | François Marie Caire (1780-1857)        |                     | Notaire à Châtillon-de-Michaille                                                                            |
| 1839                                     | 1842    | M. Baroudel                             |                     | Juge de paix à Châtillon-de-Michaille                                                                       |
| 1842                                     | 1845    | Baron Paul-Ambroise Volland (1768-1849) |                     | Intendant militaire en retraite à Montanges                                                                 |
| 1845                                     | 1848    | Nicolas Ravinet                         |                     | Notaire à Châtillon-de-Michaille                                                                            |
| 1848                                     | 1855    | Antoine Clerc                           |                     | Maire |
| 1848                                     | 1852    | Anthelme Rey (1824-1885)                |                     | Notaire, maire de Billiat                                                                                   |
| 1852                                     | 1871    | Charles-Louis Bonifax                   |                     | Propriétaire, maire de Billiat                                                                              |
| 1855                                     | 1861    | Joseph Fléchère                         |                     | Propriétaire à Bellegarde                                                                                   |
| 1861                                     | 1877    | Joseph Ravinet                          |                     | Notaire à Châtillon-de-Michaille                                                                            |
| 1871                                     | 1883    | Aimé Girod                              |                     | Maire de Bellegarde                                                                                         |
| 1877                                     | 1883    | M. Julliard                             |                     | Négociant en fromages, conseiller municipal de Châtillon-de-Michaille                                       |
| 1883                                     | 1895    | Joseph-Marie Rey                        | Républicain         | Notaire, maire de Billiat                                                                                   |
| 1883                                     | 1895    | Charles Picquet                         |                     | Médecin, maire de Châtillon-de-Michaille                                                                    |
| 1889                                     | 1910    | François-Marie Poulaillon               | Républicain Radical | Entrepreneur, maire d'Arlod                                                                                 |
| 1895                                     | 1910    | François Berrod                         | Républicain Radical | Cultivateur, maire de Montanges                                                                             |
| 1910                                     | 1925    | Auguste Guillermet                      |                     | Médecin, maire de Saint-Germain-de-Joux                                                                     |
| 1910                                     | 1931    | Léon Jacquemet (1887-1979)              | Rad.ind.            | Pharmacien, ancien maire de Bellegarde-sur-Valserine                                                        |
| 1925                                     | 1934    | Marius Ducret                           |                     | Maire de Champfromier                                                                                       |
| 1931                                     | 1934    | Jean Gaillard                           |                     | Maire d'Injoux (1929-1935)                                                                                  |
| 1934                                     | 1940    | Camille Perrin                          | Radical             | Cultivateur, maire de Billiat                                                                               |
| 1934                                     | 1940    | André Cordier                           | Radical             | Maire de Châtillon-de-Michaille                                                                             |
| 1940                                     |         |                                         |                     | Les conseils d'arrondissement ont été suspendus par la loi du 12 octobre 1940 et n'ont jamais été réactivés |
| Les données manquantes sont à compléter. |         |                                         |                     | |

Source : Journal Le Courrier de l'Ain sur le site des archives départementales.

## Composition

Localisation du canton dans l'Ain avant 2015

### Composition avant 2015
Le canton de Bellegarde-sur-Valserine regroupait douze communes.
| Nom                                  | Code Insee | Codepostal | Superficie (km2) | Population (dernière pop. légale) | Densité (hab./km2) |
| ------------------------------------ | ---------- | ---------- | ---------------- | --------------------------------- | ------------------ |
| Bellegarde-sur-Valserine (chef-lieu) | 01033      | 01200      | 15,25            | 11 590 (2012)                     | 760                |
| Billiat                              | 01044      | 01200      | 13,70            | 547 (2012)                        | 40                 |
| Champfromier                         | 01081      | 01410      | 32,40            | 696 (2012)                        | 21                 |
| Châtillon-en-Michaille               | 01091      | 01200      | 37,62            | 3 136 (2012)                      | 83                 |
| Giron                                | 01174      | 01130      | 9,39             | 168 (2012)                        | 18                 |
| Injoux-Génissiat                     | 01189      | 01200      | 29,61            | 1 117 (2012)                      | 38                 |
| Lhôpital                             | 01215      | 01420      | 3,68             | 53 (2012)                         | 14                 |
| Montanges                            | 01257      | 01200      | 13,70            | 333 (2012)                        | 24                 |
| Plagne                               | 01298      | 01130      | 6,20             | 134 (2012)                        | 22                 |
| Saint-Germain-de-Joux                | 01357      | 01130      | 11,27            | 455 (2012)                        | 40                 |
| Surjoux                              | 01413      | 01420      | 4,31             | 75 (2012)                         | 17                 |
| Villes                               | 01448      | 01200      | 9,21             | 362 (2012)                        | 39                 |

Les douze communes font partie de la communauté de communes du pays bellegardien.

### Composition depuis 2015
Le nouveau canton de Bellegarde-sur-Valserine comprend quinze communes entières à sa création. Le 1er janvier 2019, le nombre de communes passe à 12 avec la création de Surjoux-Lhopital (par fusion de Surjoux et Lhôpital) et Valserhône (par fusion de Bellegarde-sur-Valserine, Châtillon-en-Michaille et Lancrans). À la suite de la création des deux communes nouvelles, la composition du canton est révisée par le décret du 5 mars 2020 et le canton est renommé.
| Nom                                | Code Insee | Intercommunalité              | Superficie (km2) | Population (dernière pop. légale) | Densité (hab./km2) | Modifier                                    |
| ---------------------------------- | ---------- | ----------------------------- | ---------------- | --------------------------------- | ------------------ | ------------------------------------------- |
| Valserhône (bureau centralisateur) | 01033      | CC Terre Valserhône l'interco | 62,53            | 16 162 (2022)                     | 258                | modifier les données · modifier les données |
| Billiat                            | 01044      | CC Terre Valserhône l'interco | 13,70            | 669 (2022)                        | 49                 | modifier les données · modifier les données |
| Champfromier                       | 01081      | CC Terre Valserhône l'interco | 32,40            | 709 (2022)                        | 22                 | modifier les données · modifier les données |
| Chanay                             | 01082      | CC Terre Valserhône l'interco | 18,10            | 595 (2022)                        | 33                 | modifier les données · modifier les données |
| Confort                            | 01114      | CC Terre Valserhône l'interco | 11,66            | 676 (2022)                        | 58                 | modifier les données · modifier les données |
| Giron                              | 01174      | CC Terre Valserhône l'interco | 9,39             | 174 (2022)                        | 19                 | modifier les données · modifier les données |
| Injoux-Génissiat                   | 01189      | CC Terre Valserhône l'interco | 29,61            | 1 123 (2022)                      | 38                 | modifier les données · modifier les données |
| Montanges                          | 01257      | CC Terre Valserhône l'interco | 13,70            | 348 (2022)                        | 25                 | modifier les données · modifier les données |
| Plagne                             | 01298      | CC Terre Valserhône l'interco | 6,20             | 166 (2022)                        | 27                 | modifier les données · modifier les données |
| Saint-Germain-de-Joux              | 01357      | CC Terre Valserhône l'interco | 11,27            | 505 (2022)                        | 45                 | modifier les données · modifier les données |
| Surjoux-Lhopital                   | 01215      | CC Terre Valserhône l'interco | 7,99             | 140 (2022)                        | 18                 | modifier les données · modifier les données |
| Villes                             | 01448      | CC Terre Valserhône l'interco | 9,21             | 390 (2022)                        | 42                 | modifier les données · modifier les données |
| Canton de Valserhône               | 0103       |                               | 225,76           | 21 657 (2022)                     | 96                 | modifier les données                        |

## Démographie

### Démographie avant 2015
| 1962   | 1968   | 1975   | 1982   | 1990   | 1999   | 2006   | 2011   | 2012   |
| ------ | ------ | ------ | ------ | ------ | ------ | ------ | ------ | ------ |
| 14 058 | 15 084 | 15 992 | 15 657 | 16 341 | 16 788 | 17 936 | 18 674 | 18 666 |

### Démographie depuis 2015
En 2022, le canton comptait 21 657 habitants, en évolution de −0,12 % par rapport à 2016 (Ain : +5,15 %, France hors Mayotte : +2,11 %).
| 2013   | 2018   | 2022   |
| ------ | ------ | ------ |
| 21 056 | 21 898 | 21 657 |